# Johann Christian Thielisch
Johann Christian Thielisch (* 21. September 1749 in Teschen; † 25. September 1827 in Scharten) war ab 1782 der erste Pfarrer der evangelischen Kirchengemeinde Scharten und ab 1783 erster Superintendent der evangelischen Superintendentur A. B. Oberösterreich, welche sich damals über die Kronländer Oberösterreich, Salzburg und Tirol erstreckte.

## Leben
Er besuchte das Gymnasium in Teschen und Preßburg. In den Jahren 1769 bis 1772 absolvierte er ein Theologiestudium in Leipzig. Nachdem er kurz die Tätigkeit eines Religionsprofessors in Teschen ausgeübt hatte, legte er die theologische Prüfung ab und wurde in der Jesuskirche von Teschen ordiniert.
Das durch Kaiser Joseph II. erlassene Toleranzpatent von 1781 erlaubte die Wiedererrichtung evangelischer Pfarrgemeinden in den habsburgischen Landen. Im heutigen Österreich wurden bis 1795 insgesamt 48 Toleranzgemeinden geschaffen. Im Kronland Oberösterreich war die Evangelische Toleranzgemeinde A.B. Scharten ab 9. Juni 1782 die erste offizielle Toleranzgemeinde. Nach rund 150 Jahren ohne Kirchenstruktur („Geheimprotestantismus“) war Johann Christian Thielisch der erste evangelische Pfarrer im Kronland. Am 19. Mai 1783 wurde er zusätzlich zum ersten Superintendenten der neu gegründeten Evangelischen Superintendenz-Diözese Augsburgischen Bekenntnisses für Oberösterreich ernannt.
In seiner Funktion als staatlicher Schuldistriktsinspektor war er maßgeblich am Aufbau des evangelischen Schulwesens in seinem weitläufigen Aufsichtsbezirk beteiligt.
Ein widersprüchliches Verhalten trat im oberösterreichischen Gesangbuchstreit in den Jahren 1783 bis 1791 zu Tage. Einerseits setzte er sich für die Verbreitung eines vom Konsistorium angeordneten Gesangsbuch ein, andererseits regte er aber die Herausgabe eines eigenen Gesangsbuch der oberösterreichischen Gemeinden an. Das Ergebnis desavouierte er dann wieder. Er hat sich dadurch als Anhänger der rationalistischen Theologie selber in Opposition zu den pietistisch geprägten Pfarrgemeinden seiner Diözese gebracht.
Er interessierte sich des Weiteren für Botanik. Thielisch war ab 1781 Mitglied der Naturforschenden Gesellschaft zu Halle. Kurz vor seinem Ableben erhielt er den Titel Konsistorialrat.

## Werke
Johann Christian Thielisch verfasste mehrere Lehrbücher (z. B. „Christliche Glaubens- und Sittenlehre nach Anleitung des Katechismus Luthers“, 1784) und einen Katechismus.